# Third Stream
Third Stream (engl. dritte Strömung) wird eine von dem US-amerikanischen Komponisten Gunther Schuller zu Beginn der 1950er Jahre initiierte Musikrichtung genannt, die Elemente der europäischen Neuen Musik mit Elementen des Modern Jazz verbinden und eine Musik jenseits von E- und U-Musik hervorbringen sollte.

## Begriff und Entwicklung
Schuller prägte den Begriff 1957 in einer Vorlesung an der Brandeis University, um Musik zu beschreiben, die Elemente westlicher Kunstmusik und des Jazz kombinierte und dabei die „wesentlichen Kennzeichen und Techniken beider“ verbindet. Dabei geht es um die „Verbindung zweier im Materialstand und im künstlerischen Selbstverständnis hochentwickelter Sphären“, so dass rein unterhaltende Werke des Symphonic Jazz eines Paul Whiteman mit ihren Klassikanleihen oder streicherunterlegte Jazzimprovisationen hier ausgeklammert werden können.
Komponisten wie Robert Graettinger (der für Stan Kenton komplexe Werke komponierte) oder Johnny Carisi können als Vorläufer des Third Stream gelten. Dieser Ansatz brachte einige exemplarische Werke wie Epitaph von Charles Mingus hervor, setzte sich aber nicht auf breiter Front durch und blieb eine Randerscheinung in der Musikgeschichte. Treibende Kräfte dieser Musikrichtung waren neben Schuller und Mingus unter anderen Bill Russo, John Lewis, Eddie Sauter, Don Ellis, Ran Blake und J. J. Johnson. Mátyás Seiber und John Dankworth schrieben 1958 gemeinsam das Werk Improvisations für Jazzband und Orchester, das Zwölftonmusik und Jazzimprovisationen umfasste; im Programmheft zur deutschen Erstaufführung 1965 wurde das Stück als „der am weitesten geglückte Versuch, neue Musik und Jazz unter einen Hut zu bringen“ gewertet.
„Wenn die Aufbruchseuphorie des Third Stream dennoch schon in den sechziger Jahren erlahmte, so hauptsächlich aus zwei Gründen: Einerseits blieb strittig, wie denn nun am schlüssigsten jene Verbindung von Jazz und avancierter E-Musik zu gestalten sei … anderseits zeigte der aufkommende Free Jazz alternative Wege der Öffnung der erstarrten harmonischen, rhythmischen und formalen Schemata auf, die vielen Jazzhörern plausibler und stimmiger schienen als die als „zerebral“ und „konstruiert“ gescholtenen Third-Stream-Partituren“.
Musiker wie Anthony Braxton oder Frank Zappa blieben dennoch durch diese Richtung in ihrem kompositorischen Schaffen stark beeinflusst, fanden aber eigene Lösungsvorschläge. „In den achtziger Jahren freilich, da der Free Jazz seinerseits Verschleißerscheinungen zeigte, wurde die Idee des Third Stream von einer neuen Generation in Jazz und Klassik gleichermaßen bewanderter Musiker wieder aufgegriffen.“ Jüngere Musiker wie James Newton, Anthony Davis oder Franz Koglmann nahmen ebenso wie erfahrene Musiker wie Allan Botschinsky die Herausforderung wieder auf. George Lewis kritisierte den Begriff; damit würden lediglich „bestimmte idiomatische Vorannahmen weiter transportiert, das Afrologische wird dem Eurologischen fast schon klischeehaft gegenüber gestellt“.
Relativ neue Werke mit einer Third-Stream-Charakteristik sind Alegria (2003) von Wayne Shorter, Wide Angles (2003) von Michael Brecker, African Portraits (1995) von Hannibal Marvin Peterson, Scorched (1996–2001) von Mark-Anthony Turnage und Myth of the Cave (2002) von Yitzhak Yedid.